# Europese weg 901
De Europese Weg 901 of E901 is een Europese weg die loopt van Madrid in Spanje naar Valencia.

## Algemeen
De Europese weg 901 is een Klasse B-verbindingsweg en verbindt het Spaanse Madrid met het Valencia en komt hiermee op een afstand van ongeveer 350 kilometer. De route is door de UNECE als volgt vastgelegd: Madrid - Valencia.

## Spanje
De weg die vanuit het binnenland van Spanje naar de Spaanse kust loopt, begint in Madrid. Vanaf daar wordt de Spaanse A-3, de Autovía del Este, gevolgd tot Valencia.

## Europese wegen die de E901 kruisen
Tijdens de route kruist de E901 in volgorde de volgende Europese wegen:
- De E5, bij Madrid.
- De E903 bij Atalaya del Cañavate
- De E15, bij Valencia.